# Bloqueio atrioventricular do terceiro grau

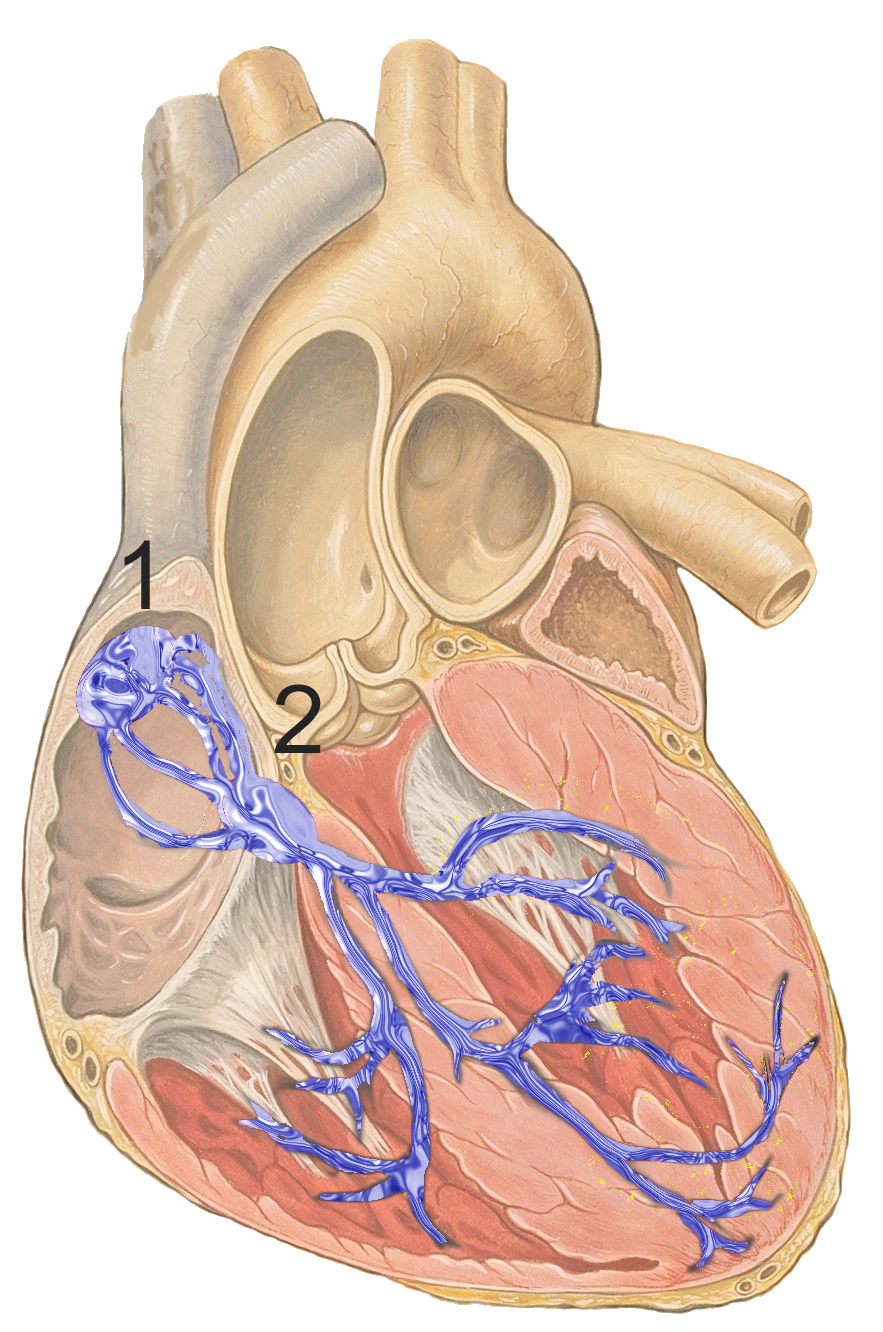
Sistema de condução elétrica do coração. Iniciando no nodo SA (1) fluindo pro nodo AV (2) e então pelos feixes esquerdo e direito e depois por fibras de Purkinje.

Bloqueio atrioventricular de terceiro grau ou bloqueio cardíaco completo é uma emergência médica na qual o impulso elétrico natural entre as câmaras superior (átrios) e inferior (Ventrículos) do coração está bloqueado. O impulso normalmente é gerado no nodo sinoatrial(SA) do átrio direito cardíaco e se propaga para o átrio esquerdo e para o Nodo atrioventricular(AV) e depois para ambos ventrículos através do Feixe de His e posteriormente pelas fibras de Purkinje. No mundo, afeta em média 2 a 4 em cada 10.000 pessoas por ano, sendo mais comum em idosos.

## Causas
Existem muitas possíveis causas:
- Danos causados por uma isquemia de artéria coronária direita
- Doenças degenerativas: doença de Lenègre (processo esclero-degenerativo envolvendo o sistema de condução) e doença de Lev (calcificação do sistema de condução e das válvulas), cardiomiopatia não compactada, síndrome da unha-patela e miopatia mitocondrial.
- Defeitos cardíacos congênitos (especialmente quando a mãe tem uma doença autoimune)
- Infecções: Doença de Lyme (especialmente em áreas endêmicas), febre reumática, miocardite, doença de Chagas, infecção cardíaca pelo Vírus Varicela-Zoster...
- Doenças reumáticas: espondilite anquilosante, síndrome de Reiter, policondrite recidivante, artrite reumatoide, esclerodermia
- Processos infiltrativos: amiloidose, sarcoidose, tumores, doença de Hodgkin, mieloma múltiplo
- Overdose de medicamentos: Antiarrítmicos de classe I, II, III ou IV
- Iatrogenia: Cirurgia cardiovascular
- Doenças neuromusculares: distrofia muscular de Becker, distrofia miotônica
- Causas metabólicas: hipoxia, hipercaliemia, hipotireoidismo....
- Toxinas: grayanotoxina, glicosídeos cardíacos (por exemplo, oleandrina)...

## Diagnóstico
Em um eletrocardiograma a onda P (que representam as despolarizações atriais) fica completamente dessincronizada ao complexo QRS (despolarizações ventriculares). As ondas P aparecem com uma frequência de 60 a 100 batimentos por minuto e as ondas QRS, com uma frequência muito menor, de 30 a 100 por minuto. vl

## Tratamento
O bloqueio AV de 3.º grau pode ser tratado com o uso de um marcapasso artificial, para ressincronizar os impulsos. Geralmente os marcapassos modernos também estão programados para impor um ritmo cardíaco mínimo e para registrar os casos de Arritmias de origem sinusal e Fibrilação auricular, duas condições secundárias comuns que podem acompanhar esse grau de bloqueio AV.
Quando a condição foi causada por overdose de medicamento ou toxina, pode melhorar conforme o organismo metaboliza essas substâncias.